# Global Aktion
Global Aktion (tidligere Afrika Kontakt) er en dansk aktivistorganisation og NGO med base på Nørrebro i København. Global Aktion hed tidligere blandt andet Afrika Kontakt og Sydafrika Kontakt.
Aktiviteterne har fra organisationens start i 1978 været udført af frivillige aktivister, hvor temaerne i tidens løb har omhandlet bl.a. kampen mod hvidt mindretalsstyre i det sydlige Afrika, isolation af apartheidstyret i Sydafrika, og støtte til afrikanske befrielsesbevægelser. Det er de frivillige der har ansvaret for de projekter i Danmark og Afrika, som Global Aktion organiserer sammen med partnerorganisationerne. Global Aktion har projekter i Zimbabwe, Swaziland, Sydafrika, Zambia og Uganda. Global Aktion samarbejder med folkelige bevægelser og organisationer i Afrika, som forsøger at styrke demokratiet i deres respektive lande, og gøre de fattigste bevidste om deres sociale og økonomiske rettigheder. Global Aktion arbejder desuden med advocacy og lobbyvirksomhed i Danmark og EU.

## Brandattentatet mod Global Aktion
Natten mellem den 12. og 13. januar 2025 blev Global Aktion udsat for et brandattentat på sit kontor i København. Gerningsmænd kastede brændbare væsker ind i lokalet og antændte ild, hvilket forårsagede stor skade og medførte evakuering af beboere i ejendommen. En ikke-detoneret håndgranat blev fundet ved døren. På fortovet var malet sloganet “Sahara belongs to Morocco”  – et muligt politisk motiv relateret til organisationens støtte til Vestsahara.
Fire mænd blev senere tiltalt af Københavns Politi: en 19-årig britisk statsborger, en 20-årig somalisk mand, samt en 27-årig tyrkisk og en 32-årig pakistansk mand. De er sigtet for grov brandstiftelse, forsøg på sprængning og besiddelse af våben, herunder håndgranater. To af dem er desuden tiltalt for at videreføre den forbudte bande Loyal to Familia. Anklagemyndigheden kræver udvisning af alle fire